# Ségrie

Ségrie este o comună în departamentul Sarthe, Franța. În 2009 avea o populație de 606 de locuitori.